# Mare Marginis

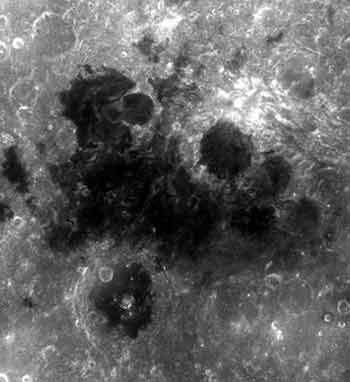
Mare Marginis

Mare Marginis (łac. Morze Brzegowe) to morze księżycowe położone zarówno po widocznej, jak i po niewidocznej stronie Księżyca. Jego średnica równa jest 420 km.
Współrzędne selenograficzne: 13,3° N, 86,1° E.